# Embleem van Frankrijk

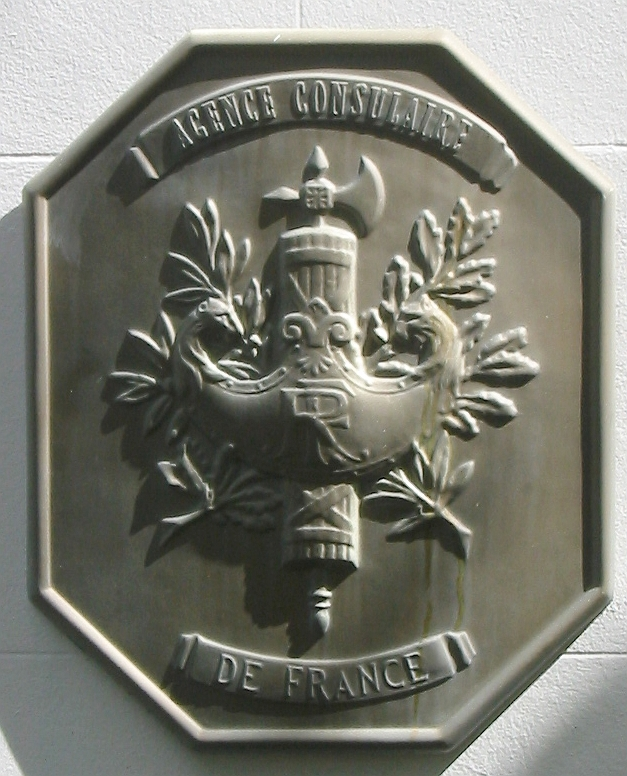
Dit symbool wordt gebruikt op borden die Franse consulaten aanduiden.

Het huidige embleem van Frankrijk is sinds 1953 een symbool van Frankrijk geweest, hoewel het geen juridische status heeft als het wapen van Frankrijk. Het staat op de voorkant van het Franse paspoort en werd vanaf 1912 oorspronkelijk gebruikt door het Franse Ministerie van Buitenlandse Zaken voor gebruik bij diplomatieke en consulaire gezantschappen. Het ontwerp is gemaakt door de beeldhouwer Jules-Clément Chaplain.
In 1953 kreeg Frankrijk een verzoek van de Verenigde Naties voor een afbeelding van haar nationale wapen om naast de wapens van andere landen in de vergaderzaal op te hangen. Een commissie droeg Robert Louis (1902-1965), een wapenkenner, op om een versie van het ontwerp van Chaplain te maken. Dit leidde voor de republiek echter niet tot de aanname van een officieel wapenschild.
Formeel is het een embleem in plaats van een wapen, omdat het zich niet houdt aan de heraldieke regels – heraldiek wordt gezien als een aristocratische kunst en daarom geassocieerd met het ancien régime, wat in strijd is met de beginselen van de Franse Republiek. Het embleem omvat:
- een breed schild met aan een kant een leeuwenkop met daarop het monogram "RF" wat staat voor République Française (Franse Republiek)
- een olijftak symboliseert vrede
- een eikentak symboliseert bestendigheid
- de fasces is een symbool geassocieerd met justitie (uit Romeinse bijlen van lictoren, hier geen fascisme)